# Noginskij rajon
Il Noginskij rajon (in russo Ногинский район?) era un rajon dell'Oblast' di Mosca, nella Russia europea; il capoluogo era Noginsk. Istituito nel 1929, ricopriva una superficie di 892,89 km² e nel 2010 ospitava una popolazione di circa 203.000 abitanti. Altri centri abitati che erano compresi nel rajon sono Ėlektrougli, Imeni Vorovskogo e Obuchovo.